# ضبط بوتلگ

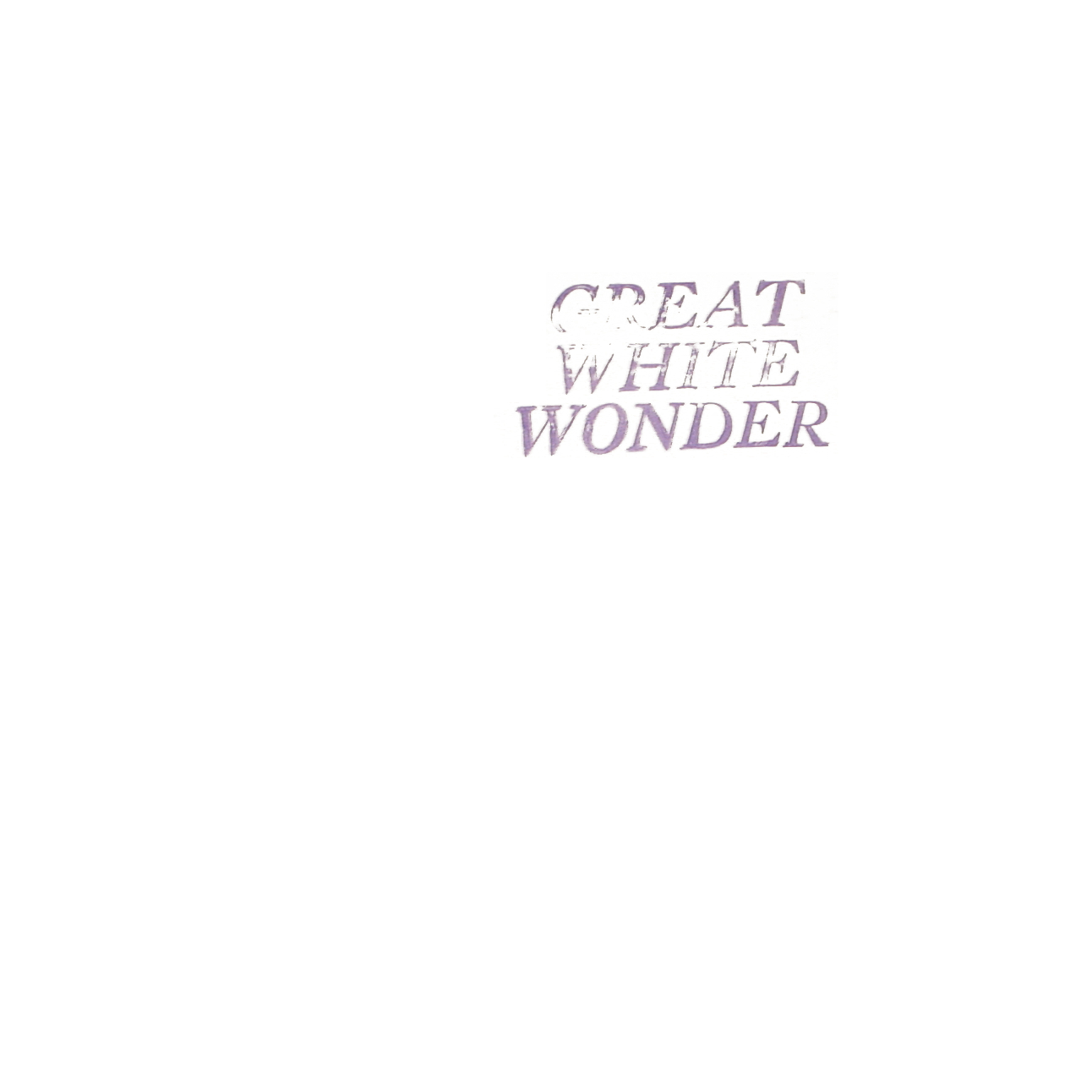
اولین بوتلگ معروف راک، Great White Wonder از باب دیلن ، در ژوئیه ۱۹۶۹ منتشر شد.

ضبط بوتلگ (به انگلیسی: bootleg record) به انتشار صوتی یا تصویری محتوایی می‌گویند که توسط هنرمند یا راه‌های قانونی دیگر به طور رسمی منتشر نشده. ساخت و توزیع چنین ضبط‌هایی به عنوان bootlegging شناخته می‌شود. ضبط‌ها ممکن است بدون مبادله مالی در بین طرفداران کپی و معامله شود، اما برخی از فروشندگان بوت‌لگ‌ها از این راه کسب درآمد نیز داشته‌اند. بوت‌لگ‌ها معمولاً از ضبط های استودیویی منتشر نشده، اجراهای زنده یا مصاحبه‌های منتشر نشده و بدون کنترل کیفیت منتشر می‌شوند.

## تعاریف
واژه‌ی «bootleg» از عمل قاچاق کالاهای غیرقانونی در کنار پا و در چکمه‌ها، به ویژه قاچاق مشروبات الکلی در دوران ممنوعیت الکل در آمریکا نشأت گرفته است. با گذشت زمان این واژه برای توصیف هر محصول غیرقانونی استفاده شده. این اصطلاح به عبارتی دربرگیرنده برای ضبط‌های غیرقانونی، غیررسمی یا غیرمجاز، از جمله LPهای وینیل، سی‌دی‌های نقره‌ای، یا هر رسانه یا ماده‌ی تجاری فروخته شده تبدیل شده است. 
بوت‌لگ‌ها را نباید با ضبط‌های دزدی یا بدون مجوز (که تنها کپی‌های غیرمجاز از نسخه‌های رسمی هستند) اشتباه گرفت. برخی از شرکت های ضبط و پخش اعلام کرده‌اند که هر رکوردی که خارج از کنترل آنها صادر می‌شود و شرکت برای آن مبلغی دریافت نمی‌کند، جعلی و بوت‌لگ است. با این حال، برخی از بوتلگرها مشتاقانه تأکید می‌کنند که بازارهای ضبط بوتلگ و از بازارهای کپی غیرقانونی متفاوت است و مصرف کننده‌ی بوتلگ به هر حال بیشتر یا تمام نسخه‌های رسمی آن هنرمند را پیشتر خریداری کرده است. 
متداول ترین نوع بوتلگ، ضبط اجراهای زنده با تجهیزات ضبط صداییست که بصورت قاچاق توسط هواداران وارد یک کنسرت زنده می‌شود. بسیاری از هنرمندان و سالن‌ها این نوع ضبط را ممنوع می‌کنند، اما از دهه ۱۹۷۰ به بعد دسترسی روزافزون به فناوری قابل حمل ضبط صدا، باعث آسان شدن چنین بوت‌لگ‌هایی شده و با بهتر شدن تجهیزات، کیفیت عمومی این ضبط‌ها بهبود یافته.